# Uncobasidium
Uncobasidium is een geslacht in de orde Polyporales. De typesoort is Uncobasidium luteolum. De familie is nog niet met zekerheid bepaald (incertae sedis).

## Soorten
Volgens Index Fungorum telt het geslacht twee soorten (peildatum april 2022):
| Soortnaam                 | Auteur(s)                  | Publicatiejaar |
| ------------------------- | -------------------------- | -------------- |
| Uncobasidium luteolum     | Hjortstam & Ryvarden       | 1978           |
| Uncobasidium roseocremeum | Gorjón, Gresl. & Rajchenb. | 2013           |